# Hydractinia epiconcha
Hydractinia epiconcha è una specie di Hydrozoa della famiglia Hydractiniidae, probabilmente sinonimo di Schuchertinia epiconcha Stechow, 1908.